# Xã Manchester, Quận Freeborn, Minnesota
Xã Manchester (tiếng Anh: Manchester Township) là một xã thuộc quận Freeborn, tiểu bang Minnesota, Hoa Kỳ. Năm 2010, dân số của xã này là 424 người.